# 日本の企業一覧 (鉄鋼)
日本の企業一覧(鉄鋼)（にほんのきぎょういちらん てっこう）は、「証券コード協議会」が定める業種区分に基づき「鉄鋼」とされる日本の企業の一覧。

## ア行
- 愛知製鋼（東証プライム・5482）
- 朝日工業（JASDAQ・5456）
- 旭テック（東証1・5606）
- 新家工業（東証スタンダード・7305）
- イチタン（JASDAQ・5645）
- イボキン（東証スタンダード・5699）
- エンビプロ・ホールディングス（東証プライム・5698）
- 大阪製鐵（東証スタンダード・5449）

## カ行
- 川金ホールディングス（東証2・5614）
  - 川口金属工業（東証2・5608）
- 岸和田製鋼
- 栗本鐵工所（東証プライム・5602）
- 共英製鋼（東証プライム・5440）
- 虹技（東証スタンダード・5603）
- 合同製鐵（東証プライム・5410）
- 神戸製鋼所（東証プライム・5406）

## サ行
- サンユウ（東証スタンダード・5697）
- JFEホールディングス（東証プライム・5411）
  - JFEスチール
    - JFE条鋼
    - 豊平製鋼（札証・5450） → JFE条鋼
- 新関西製鐵
- 神鋼鋼線工業（東証スタンダード・5660）
- シンニッタン（東証スタンダード・6319）
- 新日本電工（東証プライム・5563）
- 新報国マテリアル（東証スタンダード・5542）
- 鈴木金属工業（東証2・5657） → 日鉄SGワイヤ

## タ行
- 大同特殊鋼（東証プライム・5471）
- 大平洋金属（東証プライム・5541）
- 大和重工（東証スタンダード・5610）
- 高砂鐵工（東証スタンダード・5458）
- 中央可鍛工業（名証メイン・5607）
- 中央電気工業（東証2・5566）
- 中部鋼鈑（東証プライム・5461）
- TDF (企業)（東証2・5641）
- 東京鋼鐵（JASDAQ・5448）
- 東京製鐵（東証プライム・5423）
- 東京鐵鋼（東証プライム・5445）
- 東北特殊鋼（東証スタンダード・5484）
- 東洋鋼鈑（東証1・5453）

## ナ行
- 中山製鋼所（東証プライム・5408）
- 日亜鋼業（東証スタンダード・5658）
- 日本製鉄（東証プライム・5401）[注 1]
  - 日鉄SGワイヤ（旧：日鉄住金SGワイヤ）
  - 日鉄建材（旧：日鐵住金建材）
  - 日鉄鋼管（旧：日鉄住金鋼管）（東証1・5457）
  - 日鉄鋼板（旧：日鉄住金鋼板）（東証1・5454）
  - 日鉄日新製鋼（東証1・5413）
  - 山陽特殊製鋼（東証プライム・5481）
- 日本精線（東証プライム・5659）
- 日本カタン（JASDAQ・5613）
- 日本金属（東証スタンダード・5491）
- 日本高周波鋼業（東証スタンダード・5476）
- 日本鋳造（東証スタンダード・5609）
- 日本鋳鉄管（東証スタンダード・5612）
- 日本冶金工業（東証プライム・5480）

## ハ行
- パウダーテック（東証スタンダード・5695）
- 日立金属（東証プライム・5486）→ プロテリアル
- 北越メタル（東証スタンダード・5446）

## マ行
- 丸一鋼管（東証プライム・5463）
- 三菱製鋼（東証プライム・5632）
- メタルアート（東証スタンダード・5644）
- モリ工業（東証スタンダード・5464）

## ラ行
- リバーホールディングス（東証2・5690）

## ヤ行
- 大和工業（東証プライム・5444）
- 吉川工業
- 淀川製鋼所（東証プライム・5451）